# Wreck and Reference
Wreck and Reference est un groupe de rock expérimental basé à Los Angeles, en Californie. Leur son est caractérisé par l’expérimentation d’une grande variété de styles vocaux sur une instrumentation électronique, composée d’échantillons et de synthétiseurs, ainsi que de tambours acoustiques. Le groupe a été étroitement associé au label The Flenser, basé à San Francisco. 

## Biographie
Wreck and Reference (parfois appelé Wreck & Reference ou W & R) a commencé modestement à Davis en 2009. Le groupe a commencé à attirer l'attention du grand public après la publication des disques Y̶o̶u̶t̶h̶ et C̶o̶n̶t̶e̶n̶t̶ EP (prononcés « No Youth » et « No Content ») en 2012,. En 2014, leur deuxième album, Want, a été salué par la critique et figurait sur la liste des « meilleurs albums de metal de 2014 » de Pitchfork,,. Want a été suivi par une diffusion (en ligne exclusivement) de 75 pistes issues des échantillons utilisés pour créer l'instrumentation électronique du disque. La dépression, l'anxiété et le pessimisme sont des thèmes courants, principalement influencés par des événements personnels, de la philosophie et de la littérature, en particulier de Cormac McCarthy.
En 2021, Wreck and Reference participe, aux côtés de Chat Pile, Vile Creature, Drowse, Midwife et Cremation Lily, à la compilation Send The Pain Below, hommage au Neo Metal, produite par The Flenser où ils reprennent le morceau Change (In The House Of Flies) de Deftones.

## Membres
- Felix Skinner - chant, production
- Ignat Frege - chant, batterie, production

## Discographie

### Albums studio
- 2011 - Black Cassette (EP) (Flenser Records)
- 2012 - Y̶o̶u̶t̶h̶ (Flenser Records)
- 2014 - Want (Flenser Records)
- 2016 - Indifferent Rivers Romance End (Flenser Records)
- 2018 - Alien Pains (EP) (Flenser Records)
- 2019 - Absolute Still Life (Flenser Records)
- 2025 - Stay Calm (Flenser Records)

### Singles
- 2013 - C̶o̶n̶t̶e̶n̶t̶ (Flenser Records)